# De ombrenger
Tom Poes en de ombrenger (in boekuitgaven/spraakgebruik verkort tot De ombrenger) is een verhaal uit de Bommelsaga, geschreven en getekend door Marten Toonder. Het verhaal verscheen voor het eerst op 3 november 1971 en liep tot 3 februari 1972.
Het thema is een mislukte omwenteling, energie uit lucht.

## Hoorspel
- De ombrenger in het Bommelhoorspel